# Anne-Marie Imafidon
Anne-Marie Osawemwenze Mena-Ofe Imafidon (1990) es una informática, matemática y niña prodigio británica. Es una de las personas más jóvenes en aprobar dos GCSE (Certificado General de Educación Secundaria) en dos materias diferentes (Matemáticas y tecnologías de Información) mientras estudiaba la escuela primaria, con 11 años. Imafidon Fundó y convirtió en la CEO de Stemettes en 2013, una empresa social que promueve la participación de mujeres en el estudio de carreras de CTIM, y fue reconocida con un MBE en 2016.

## Infancia y educación
Su padre, Chris Imafidon, oftalmólogo, emigró a Londres desde Nigeria, y su madre es Ann Imafidon. Ella y sus 3 hermanos más jóvenes, Christina y los gemelos Peter y Paula, son niños prodigio, y han batido récords en logros educativos.
Comenzó su etapa escolar en la Escuela Primaria St Saviour Church of England en Walthamstowe, Londres, y ya podía hablar seis idiomas a la edad de 10 años.
Estudió en el Lyceum Institute of Technology en East Ham en Londres, donde se convirtió en la persona más joven en obtener el grado en Tecnología de Información. A los 10 años de edad obtuvo una beca para estudiar en el colegio privado St Joseph's Convent School en Reading, un año más joven que lo habitual.
Cuanto tenía 13 años, en 2003, recibió una beca británica para estudiar matemáticas en la Universidad Johns Hopkins. A los 15 años, en 2005, fue admitida a un programa de grado por la Universidad de Oxford. A los 17, empezó el grado de un Maestría en la Universidad de Oxford y, a los 19 en junio de 2010, se convirtió en la persona más joven en obtener el grado de Maestría.

## Carrera
Imafidon trabajó brevemente para Goldman Sachs, Hewlett-Packard, y Deutsche Bank antes de crear y convertirse en la CEO de Stemettes en 2013, abanderando el trabajo de las mujeres en CTIM. Stemettes realiza sesiones panel y hackathons para apoyar a mujeres jóvenes que están considerando hacer una carrera en CTIM. En abril de 2014, Imafidon era la presentadora principal en el Coloquio BCSWomen Lovelace.

## Honores
- BCS (Sociedad Inglesa de la computación) Young IT profesional del año, 2013.[14]
- Red Magazine, premio Mujeres del Año, 2014.[15]
- Prime Minister's Points of Light Award, 2014.[16]
- MBE, 2016: "Por servicios a las jóvenes mujeres dentro de las carreras de CTIM".